# Ordenshistorisk Selskab
Ordenshistorisk Selskab er et dansk selskab/forening, der blev stiftet den 27. april 1966.
Formålet med selskabet er at fremme studier og delagtiggøre i medaljer og ordeners historie.
Selskabet udgiver tidsskriftet Ordenshistorisk Tidsskrift og har tilknyttet Den Ordenshistoriske Samling.

## Ordenshistorisk Tidsskrift
Tidsskriftet formidler mødeaktiviteter, rejser, udflugter og udstillinger søger selskabet at udbrede viden om Ordensvæsenets kulturhistoriske betydning.

## Den Ordenshistoriske Samling
Samlingen rummer ordener, medaljer, ordenspatenter etc., som ved arv, gave eller køb er tilgået samlingen. 
Samlingen anvendes til studie- og udstillingsbrug.

## Protektor
Fra 1978 og indtil sin død i 2018 var Prins Henrik protektor for selskabet.

## Ekstern henvisning og kilde
- Ordenshistorisk Selskabs hjemmeside